# أوريس إيرويرو
أوريس إيرويرو (بالإنجليزية: Oris Erhuero) (مواليد 23 سبتمبر 1968)، هُو ممثل ومُنتج بريطاني.

## وصلات خارجية
- أوريس إيرويرو على موقع IMDb (الإنجليزية)
- أوريس إيرويرو على موقع ألو سيني (الفرنسية)
- أوريس إيرويرو على موقع أول موفي (الإنجليزية)
- أوريس إيرويرو على موقع قاعدة بيانات الفيلم (الإنجليزية)
- أوريس إيرويرو على موقع كينوبويسك (الروسية)